# آخرین شناسایی
آخرین شناسایی فیلمی به کارگردانی علی شاه حاتمی و نویسندگی بهزاد بهزادپور ساختهٔ سال ۱۳۷۲ است.

## خلاصه داستان
عده ای از بسیجیان تخریب چی بعد از باز کردن معبر در بمباران کشته شده و از این میان تنها دو نفر باقی می‌مانند تا کار را یکسره کنند

## بازیگران
- فرزین اژدری
- پیمان شریعتی
- غلامرضا علی‌اکبری
- محمدرضا ایرانمنش
- شهرام پوراسد
- رضا قومی
- مصطفی پورحامدی
- منصور سهراب‌پور
- محسن سوری
- محسن شرافتی
- کوروش کوهپایه
- اله کرم افتخاری
- علیرضا علیا
- ماشاالله شاهمرادی‌زاده
- فرزین راسخی
- سینا احمدی
- عباس بیات
- شاپور عظیمی
- محمدرضا جعفری‌نژاد
- محسن محمدی
- سیدجلال طباطبایی
- رضا توکلی
- علی توکلی
- سیداحمد منتجیب‌ها
- احمد عزت پور
- احمد سروی
- محمدقاسم پورستار
- حسن عباسی
- سیدجواد هاشمی
- حبیب‌الله بهمنی
- سیدحمید طباطبایی